# Paragus boyesi
Paragus boyesi är en tvåvingeart som beskrevs av Kassebeer 1999. Paragus boyesi ingår i släktet stäppblomflugor, och familjen blomflugor. Inga underarter finns listade i Catalogue of Life.